# Ancile
Ein Ancile (lat., Plural: ancilia) war ein kleinerer, ovaler Bronzeschild der Antike, der auf beiden Seiten eine Einbuchtung besaß, die ihn etwa die Form einer 8 annehmen ließ. 
Ancilia waren die geläufige Schildform in mykenischer Zeit und gehörten wohl noch in den ersten Jahrhunderten des 1. Jahrtausends v. Chr. zur Bewaffnung italischer Krieger.

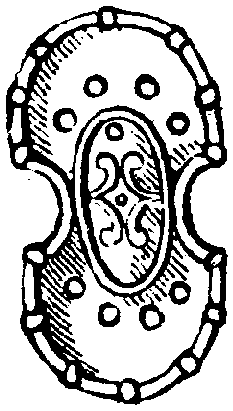
Illustration eines alten Schildes aus dem Nordisk familjebok

In der Antike wurde das Wort nach Angaben des römischen Philologen Varro (De lingua Latina 7.43) von ambecisus, 'beiderseitiger Einschnitt' (amb- 'beide' und accidere 'anschneiden') abgeleitet (vgl. Ovid, Fasti 3.377: „weil es auf jeder Seite eingeschnitten ist“), das über ancisile (vgl. anceps 'doppelköpfig' von amb- und caput 'Kopf') zu ancile verschliffen wurde. In der modernen Forschung ist jedoch umstritten, ob diese Deutung tatsächlich zutrifft.

## Ancilia im römischen Kult

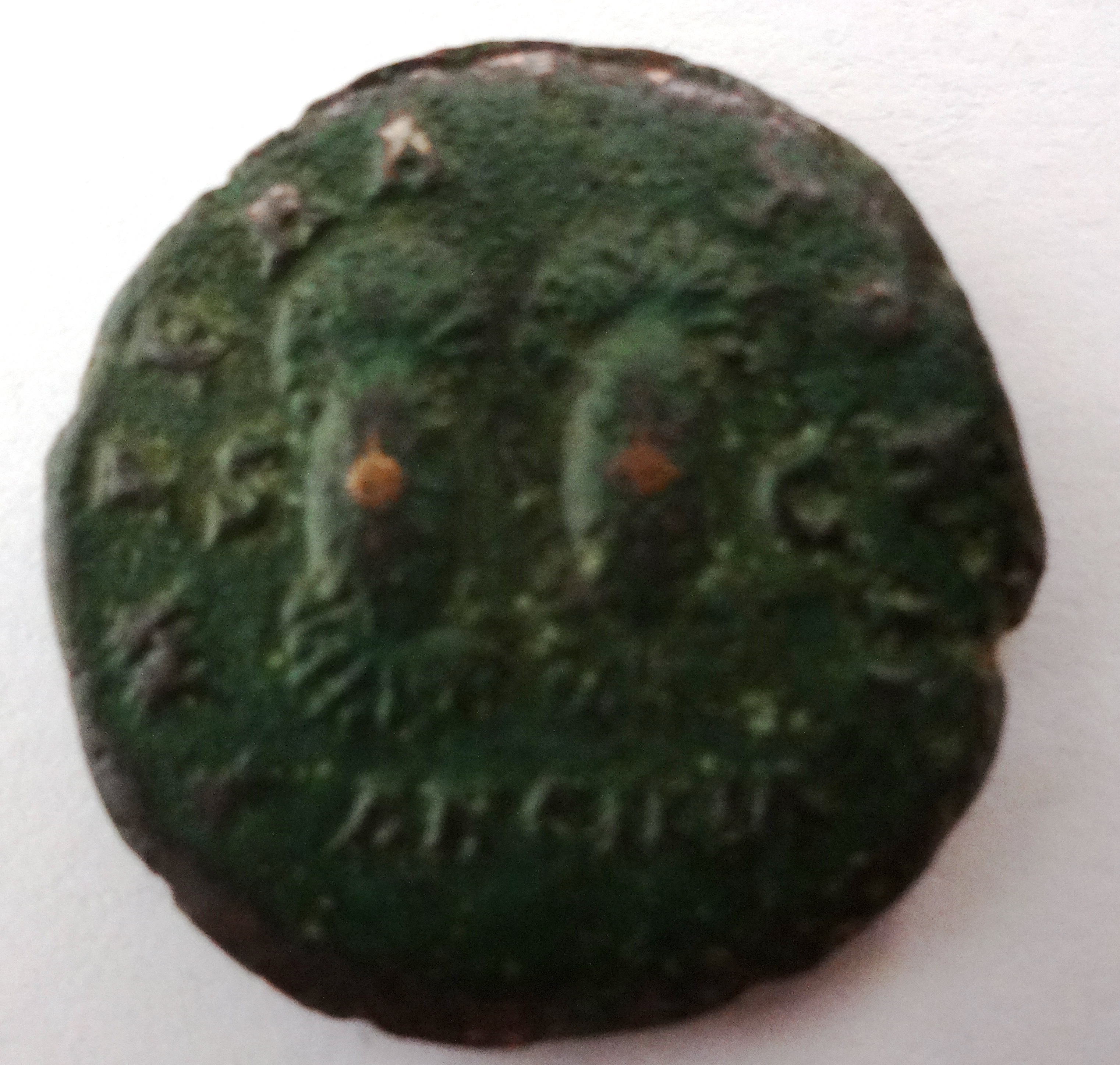
Zwei Ancilia auf der Rückseite eines As des Antoninus Pius, Kampmann Nr. 35.179

Obwohl die Ancilia in historischer Zeit nicht mehr im Kriegswesen gebraucht wurden, spielten sie in der gesamten Antike eine bedeutende Rolle im römischen Kultwesen. In Rom existierten zwölf Ancilia, die zusammen mit der heiligen Lanze des Kriegsgottes Mars in der Regia, der einstigen Residenz des Königs Numa Pompilius und späteren Amtssitz des Pontifex maximus, aufbewahrt wurden. Sie galten seit ältester Zeit als pignora imperii ('Unterpfänder der Herrschaft') und damit als Garanten für den Bestand der römischen Macht.
An zwei Festtagen im März und Oktober wurden die Ancilia von den zwölf Saliern, den Priestern des Mars, feierlich hervorgeholt und in einer Prozession durch die Stadt geführt. Die Zeremonie nannte sich ancilia ferre bzw. ancilia movere, d. h. 'die Schilde tragen' bzw. 'bewegen'. Dabei schlugen die mit Brustpanzer, Helm, Kurzschwert und Lanze ausgerüsteten Priester im Takt des Gesanges mit den Waffen auf die Schilde (so Plutarch, Leben des Numa 13.7). Nach anderer Überlieferung wurden die Ancilia von Dienern auf Gerüsten durch die Stadt getragen und zur Schau gestellt (Dionysios von Halikarnassos, Römische Altertümer 2.71.1), was nicht im Widerspruch zu der erstgenannten Nachricht stehen muss, da sich beide Aussagen vielleicht auf unterschiedliche Phasen der Prozession beziehen. Im Anschluss an diese Zeremonie wurden die Ancilia feierlich in die Regia zurückgebracht und dort niedergelegt, was als ancilia condere (dt. 'die Schilde niederlegen/aufbewahren') bezeichnet wurde.
Die Tage dieser Zeremonien galten als dies religiosi, d. h. als Tage, die mit einem religiösen Bann belegt waren, der beispielsweise verbot, einen Feldzug zu beginnen, eine Ehe zu schließen oder bestimmte Geschäfte zu tätigen. Die beiden Prozessionstermine im März und Oktober versinnbildlichen anscheinend Beginn und Ende der fruchtbaren Jahreszeit und markieren auch Beginn und Ende der für Feldzüge geeigneten Zeit. In der Forschung nimmt man daher gelegentlich an, dass die Begriffe ancilia movere (Hervorholen der Schilde) und ancilia condere (Aufbewahren der Schilde) ursprünglich nicht zwei Bestandteile einer Zeremonie, sondern jeweils eine von zwei unterschiedlichen Zeremonien bezeichnete:
- Ancilia movere bezeichnete die Zeremonie im März, die das Hervorholen der Kriegswaffen symbolisierte und damit anzeigte, dass nun die Monate der Feldzüge begonnen hatten.
- Ancilia condere nannte man die Prozession im Oktober, die das Ende der Kämpfe und den Beginn der Winterpause markierte, in der die Waffen ruhten.

Aufgrund der dürftigen Quellenlage und der Tatsache, dass es sich in historischer Zeit offenbar um zwei identische Zeremonien handelte, lässt sich freilich nicht mehr entscheiden, ob diese Vermutung den tatsächlichen Verhältnissen entspricht.
Zu Beginn eines jeden Feldzugs begab sich der Feldherr in die Regia und bewegte dort in einem nicht näher bekannten Ritus die Ancilia und die Heilige Lanze des Mars. Dabei sprach er die Worte: „Mars vigila“ (dt. „Mars, sei wachsam“)!
Bewegten sich die Schilde und die Lanze von selbst, galt dies als Prodigium, d. h. als Zeichen für den Zorn der Götter oder als Vorbote schlimmen Unheils.

## Der legendäre göttliche Ursprung der Ancilia
Da in historischer Zeit die Herkunft der zwölf heiligen Schilde nicht mehr bekannt war, kursierten verschiedene Legenden über ihren angeblichen göttlichen Ursprung. Nach dem ältesten Beleg in den Annalen des Dichters Ennius erhielt König Numa die Ancilia von seiner Beraterin oder Geliebten, der Quellnymphe Egeria (Ennius, Annalen 114). Spätere Quellen berichten dagegen, dass die Schilde im achten Jahr von Numas Herrschaft während einer Pestepidemie als göttliches Geschenk vom Himmel herabgeschwebt seien. Entsprechend bezeichnet sie der Historiker Livius als 'himmlische Waffen' (caelestia arma: Livius, Ab urbe condita 1.20.4).
Nach der ausführlichsten Form des Mythos, die möglicherweise erst in augusteischer Zeit entstanden ist, schwebte während einer Pestepidemie nur ein einziges Ancile vom Himmel hernieder (Ovid, Fasten 3.365-392; Plutarch, Leben des Numa 13.2-3). Numa Pompilius erkannte darin ein göttliches Geschenk, das den von der Seuche bedrohten Römern als Unterpfand der Herrschaft (pignus imperii) gesandt worden war. Da er fürchtete, dass der Schild gestohlen werden könnte, ließ er von dem Schmied Mamurius Veturius elf identische Kopien anfertigen, um Dieben die Auffindung des Originals zu erschweren. Die zwölf Ancilia übergab er der Obhut des dafür geschaffenen Priesterkollegiums der Salier des Mars.

## Sonstiges
Es ist nicht bekannt, seit wann die Ancilia als Unterpfänder der Herrschaft angesehen wurden. Da sie aber von allen ausführlichen Quellen als solche bezeichnet werden und der mit ihnen verbundene Kult stets auf König Numa zurückgeführt wird, lässt sich tatsächlich ein sehr hohes Alter dieser Vorstellung annehmen. Dennoch finden sich Abbildungen der Ancilia erst auf Münzen aus dem Jahr 17 v. Chr., deren Motiv vermutlich im Zusammenhang mit der augusteischen Restauration alter Kulte ausgewählt wurde.
In poetischen Werken wird gelegentlich jeder Schild als „Ancile“ bezeichnet, wenn die Sprache einen feierlich-erhabenen, altertümlichen Klang erhalten soll oder von Ereignissen aus alter Zeit die Rede ist (z. B. Vergil, Aeneis 7.188; Lukan, Pharsalia 9.480). Ansonsten bezieht sich das Wort in antiken Quellen ausschließlich auf die von den Saliern geführten zwölf heiligen Schilde.